# Лумен Фийлд
Лумен Фийлд (на английски: Lumen Field) е многофункционален стадион в град Сиатъл, Съединените щати.
Построен през 2002 година от правителството на щата Вашингтон за отбора по американски футбол „Сиатъл Сийхоукс“, той се използва и от футболния отбор „Сиатъл Саундърс“. Стадионът е с капацитет от 67 000 зрители при мачове по американски футбол и 38 500 зрители при футболни мачове.
Стадионът домакинства мачове от Световното клубно първенство по футбол през 2025 г. и Световното първенство по футбол през 2026 г.